# 대전시립연정국악원
대전시립연정국악원(大田市立燕亭國樂院, Daejeon Yeonjeong Korean Music Center)은 대전광역시의 문화예술진흥과 민족고유 음악의 보존·연구·육성에 기여하고 공공집회의 편의를 도모하기 위하여 대전광역시 산하에 설치된 사업소이다. '연정'은 초대 원장을 지낸 국악가 임윤수 선생(1917년~2004년)의 호이다.
대전시립연정국악원장은 지방서기관으로 보한다.

대전시립연정국악원은 연면적 1만 872㎡ 규모에 750석 규모 ‘큰마당’과 338석의  ‘작은마당’ 등 최신 공연장을 비롯해 연습실, 악기실, 자료실 등 중부권 최대 규모의 국악공연 인프라를 갖추고 있다.

## 연혁
- 1981년 7월 14일: 대전시립연정국악연구원 설치(대흥동 219)
- 1982년 2월 1일: 대흥1동 214로 이전
- 1983년 11월 22일: 사업소로 승격
- 1989년 1월 1일: 대전직할시립연정국악연구원으로 변경
- 1995년 1월 1일: 대전광역시립연정국악연구원으로 변경
- 2004년 6월 23일: 중구 문화동 1-131로 이전
- 2005년 1월 1일: 대전연정국악문화회관으로 변경
- 2012년 7월 1일: 현재의 위치로 이전
- 2015년 1월 1일: 대전시립연정국악원으로 변경

## 조직
원장
- 사무장
  - 관리담당
  - 공연담당
  - 시설담당
  - 무대담당